# Colonia Pozos y Vías
Colonia Pozos y Vías, även Fracción Diecisiete A, är en ort i Mexiko, tillhörande kommunen Nextlalpan i delstaten Mexiko. Colonia Pozoz y Vías ligger i den centrala delen av landet och tillhör Mexico Citys storstadsområde. Orten hade 810 invånare vid folkmätningen 2010. 2020 hade antalet invånare ökat till 877.